# Coleocephalocereus pluricostatus

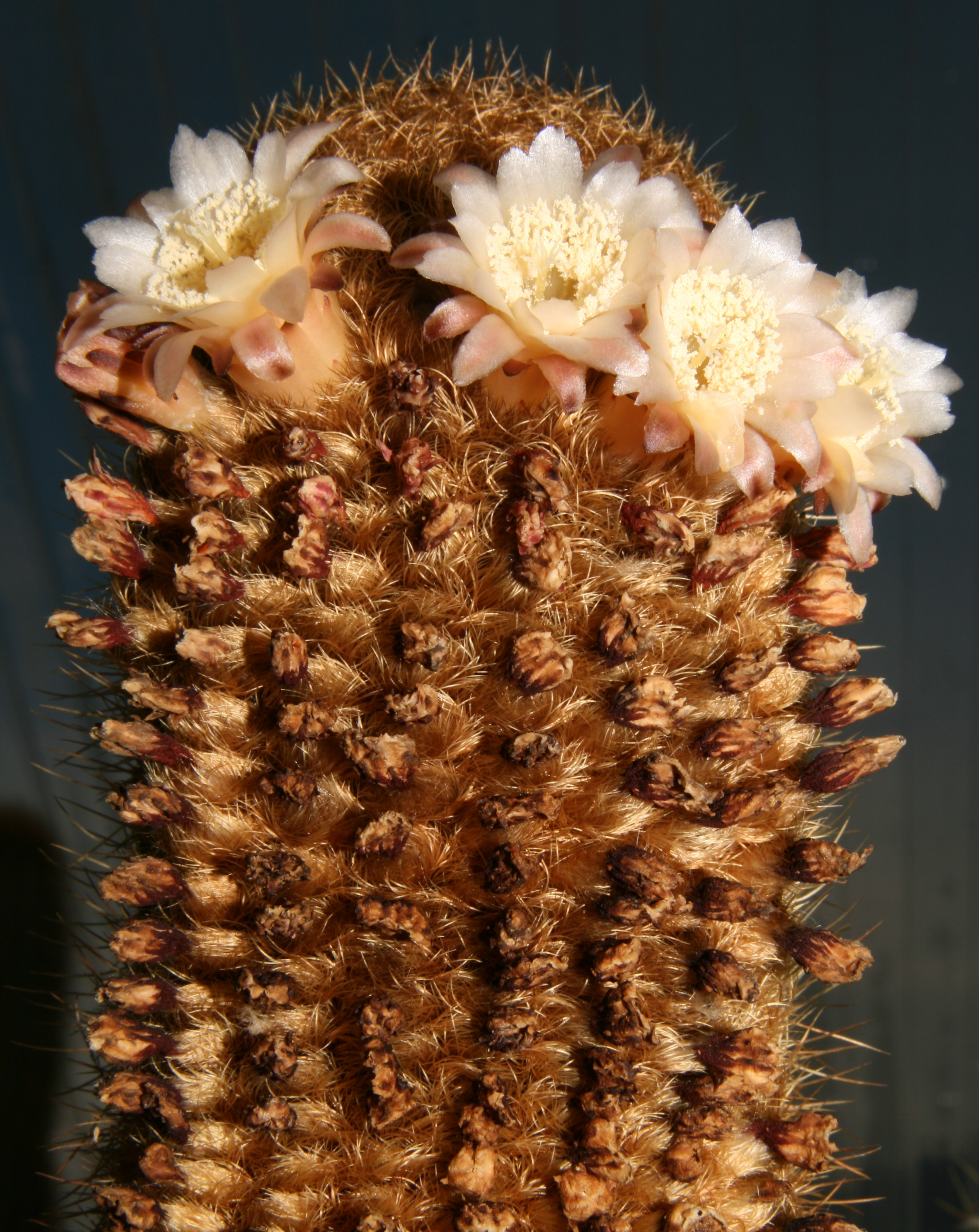
Blüten

Coleocephalocereus pluricostatus ist eine Pflanzenart aus der Gattung Coleocephalocereus in der Familie der Kakteengewächse (Cactaceae). Das Artepitheton pluricostatus leitet sich von den lateinischen Worten pluri- für ‚viele‘ sowie costatus für ‚gerippt‘ ab.

## Beschreibung
Coleocephalocereus pluricostatus wächst mit aufrechten, säulenförmigen, an der Basis verzweigten Trieben. Die Triebe erreichen bei Durchmessern von bis 9 Zentimetern Wuchshöhen von bis 5 Metern. Es sind 12 bis 25 Rippen vorhanden, die über den grau bewollten Areolen gefurcht sind. Die dünnen, geraden Dornen sind gelb. Der einzelne Mitteldorn, der fehlen kann, ist bis 6 Millimeter, die 5 Randdornen bis 11 Millimeter lang. Das etwa 7 Rippen umfassende, bis 6 Zentimeter breite und bis 1,3 Meter lange, Cephalium besteht aus dichter, seidiger Wolle und gelben bis bräunlich schwarzen Borsten.
Die glocken- bis trichterförmigen Blüten sind bis 2,6 Zentimeter lang und weisen Durchmesser von 1,5 Zentimetern auf. Die kreiselförmigen Früchte sind glänzend rötlich, bis 2 Zentimeter lang und haben Durchmesser von 1,5 Zentimetern.

## Systematik, Verbreitung und Gefährdung
Coleocephalocereus pluricostatus ist in den brasilianischen Bundesstaaten Minas Gerais und Espírito Santo verbreitet.
Die Erstbeschreibung erfolgte 1971 durch Albert Frederik Hendrik Buining und Arnold J. Brederoo. Taxonomische Synonyme sind Coleocephalocereus pluricostatus subsp. uebelmanniorum P.J.Braun & Esteves (1993) und Coleocephalocereus uebelmanniorum (P.J.Braun & Esteves) P.J.Braun, Esteves & Hofacker (2007).
In der Roten Liste gefährdeter Arten der IUCN wird die Art als „Endangered (EN)“, d. h. als stark gefährdet geführt.

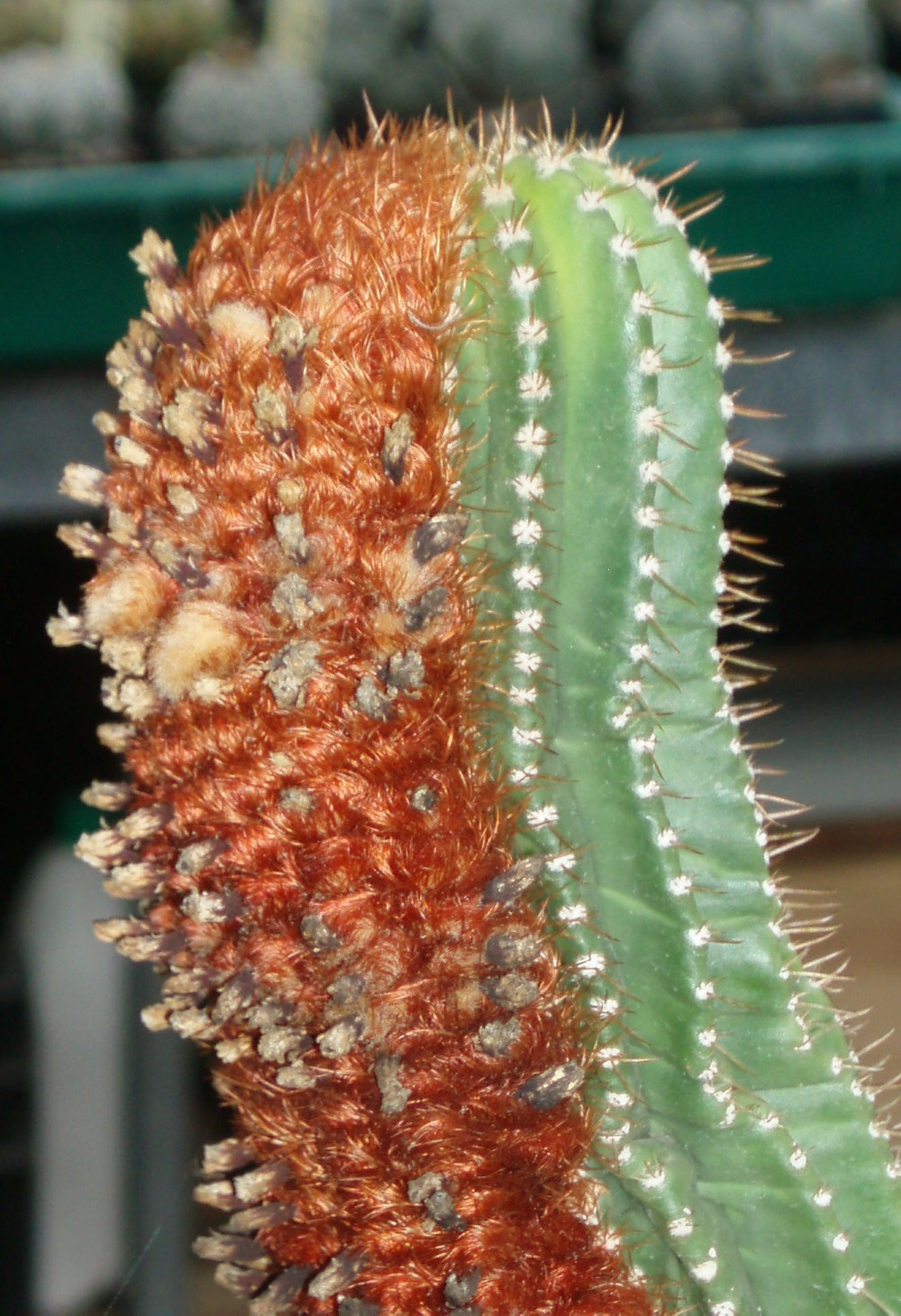
Coleocephalocereus pluricostatus
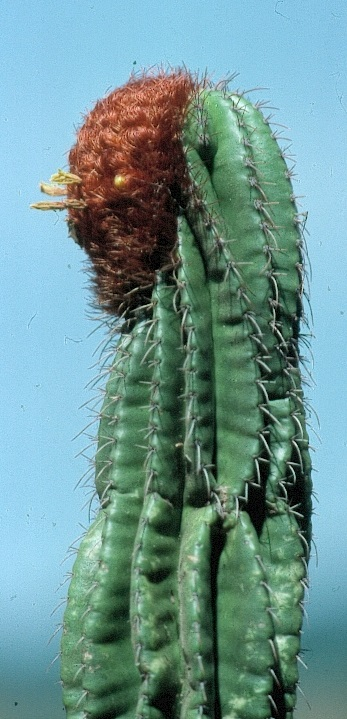
Coleocephalocereus uebelmanniorum

## Nachweise